# Стоніжка (гра)
Гра в стоніжку – це вид екстенсивної гри. Екстенсивної означає те, що вона містить кількісне збільшення. 
Вперше вона була представлена економістом Робертом В. Розенталем у 1982 році. Хоча вона не така відома, як знаменита «дилема в’язня», проте також висвітлює конфлікт між особистими інтересами та взаємною вигодою, з яким доводиться боротися людям. 
В оригінальній версії гри гравці по черзі вирішують, чи претендувати на більшу частку винагороди, що постійно зростає.
У більшості версій гра завершується після фіксованої кількості раундів, а саме після 100 ходів, звідси і назва. але сама гра є незавершуваною, адже ми можемо продовжувати збільшувати винагороду.
Хоча теорія ігор припускає, що зацікавлені гравці повинні закінчити гру раніше, в реальності раунди, як правило, тривають довше, ніж очікується.
Теорія передбачає, що перший гравець вирішить зробити найперший хід і забере виграш у 2 долари.
В експериментальних дослідженнях, однак, лише дуже малий відсоток піддослідних вирішив зробити перший хід. І ця розбіжність може мати як мінімум три пояснення. 
Перша полягає в тому, що деякі люди є альтруїстами і воліють співпрацювати з іншим гравцем, завжди пасуючи, а не забираючи банк.
Інша причина полягає в тому, що люди можуть бути просто нездатними до дедуктивних міркувань, необхідних для раціонального вибору, передбаченого рівновагою Неша. 
Або просто не усім подобається той мінімальний виграш, що передбачений першим раундом.
У грі беруть участь два гравці, що мають спільні збереження. Кожен хід до збереження додається 2 монети. Гравець, що має перший хід, може обрати: взяти всі монети, або поділити 2 монети порівну. Якщо гравець бере всі монети, то гра закінчується, якщо ділить - продовжується. Відповідно, якщо гра продовжується, в наступному ході у збереженні з’являються інші дві монети та далі ходить інший гравець, що має такий самий вибір - поділити, або забрати все та закінчити гру.
Схема гри має вигляд, що нагадує стоніжку, оскільки, як у закінчуваній грі, у ній є договірна кількість раундів - зазвичай 100. Відповідно, на схемі зображено процес гри, де кожен раунд у гравців є вибір - закінчити гру, або продовжити, а також її кінець, коли гравець, що ходив другим, може обрати - закінчити гру, або поділити всі збереження навпіл.